# Wiki之道
《Wiki之道——網上快捷合作》（The Wiki Way, Quick collaboration on the Web），由Bo Leuf和沃德·坎宁安撰寫，討論Wiki协作编辑系统的專書。维基百科即是使用Wiki技術而成的一個例子。沃德·坎宁安是Wiki软件的始创者（到现在已有许多种不同的Wiki引擎）。该书主要介绍了如何安装、设定和管理Wiki系统等内容。

## 書目資料
Addison-Wesley (April 2001) ISBN 0-201-71499-X, Paperback: 440 pages ; Dimensions (in inches): 0.89 x 9.20 x 7.35